# Ulf Balldin
Ulf Ingemar Balldin, född 5 april 1939 i Malmö Sankt Pauli församling i Malmöhus län, är en svensk fysiolog och flygläkare. Sedan 2002 är han medborgare i USA.

## Karriär i Sverige
Balldin tog filosofie kandidat-examen vid Lunds universitet 1959. Han tog medicine kandidat-examen 1961, medicine licentiat-examen 1968 och medicine doktor-examen 1973. Han blev marinläkare i reserven 1967 och docent i medicinsk fysiologi vid Lunds universitet 1973 samt docent i experimentell klinisk fysiologi vid Linköpings universitet 1977. Han var specialflygläkare vid Försvarets materielverk 1976–1977. Han var verksam vid Försvarets forskningsanstalt 1977–1992: som laborator 1977–1990, med forskningschefs namn från 1985 och som forskningschef 1990–1992. Han var 1982–1991 adjungerad professor vid Karolinska institutet.

## Karriär i USA
År 1992 flyttade han till Texas och var forskare åt svenska Försvarsmakten vid Brooks Air Force Base i cirka sju år. Han utnämndes till Clinical Associate Professor vid University of Texas Medical Branch i Galveston i Texas och bidrog därvid med expertis till Aerospace Medicine Residency Program och var också verksam vid Faculty of United States Air Force School of Aerospace Medicine på Brooks Air Force Base. Han har i tio år arbetat som Senior Scientist vid Wyle Laboratories för US Air Force Research Laboratory med forskning om acceleration, altitud och termisk fysiologi.

## Bidrag till forskningen
Ulf Balldin invaldes 1991 som ledamot av Kungliga Krigsvetenskapsakademien. Han är också ledamot av International Academy of Aviation and Space Medicine och av Aerospace Medical Association.
År 2000 erhöll han Thulinmedaljen i silver. Samma år belönades han av Kungliga Krigsvetenskapsakademien med 50 000 kronor ur Lars och Astrid Albergers stiftelse för stödjandet av Sveriges försvar samt med belöningsmedalj av silver för ”[l]ångvarig insats inom det flygmedicinska området med syfte särskilt att utveckla flygstridsdräkt till 39-systemet”. I motiveringen anfördes:
| ” | Mot bakgrund av sin erfarenhet som läkare med avancerad flygutbildning har Ulf Balldin gjort ett antal banbrytande studier kring utvecklingsvägar att höja flygförares tolerans mot höga G-krafter. Hans arbete har varit av största vikt vid konstruktionen av flygstridsdräkter för JAS 39 Gripen, vilka måste motstå belastning upp till nivån 9G. Arbetet inleddes under 1980-talet och utfördes i samarbete med det amerikanska flygvapnets världsledande School of Aerospace Medicine. Resultatet av studierna utnyttjas nu i Sverige i operativ drift och har delvis introducerats i ett motsvarande amerikanskt system. Tillsammans med studierna rörande prestationsförmåga för flygare vid höga G-belastningar har detta gjort Ulf Balldin till en internationellt respekterad forskare. | „ |